# Lía Cimaglia
Lía Cimaglia de Espinosa (Buenos Aires, 1906 - 1998) va ser una compositora i pianista nascuda a l'Argentina. Va escriure prop de cinquanta cançons. A més a més, va escriure una Serenata, un Preludio y Nocturno per a violí i piano, una Sonata Argentina, Tres Preludios per a piano, Recuerdos de mi tierra per a piano, Canto y danza per a piano, etc.

## Discografia
- La obra pianística de Alberto Williams (obres per a piano d'Alberto Williams).
- Recuerdo de mi tierra (amb altres intèrprets).